# Едвард Тиченер
Едвард Брeдфорд Тиченер (11. јануара 1867 - 3. августа 1927) био је енглески психолог који је неколико година студирао код Вилхелма Вунта. Тиченер је најпознатији по стварању своје верзије психологије која је описивала структуру ума: структурализам. Створио је највећи докторски програм у Сједињеним Државама (у то време) након што је постао професор на Универзитету Корнел, а његова прва постдипломска студентица, Маргарет Флој Вашбурн, постала је прва жена којој је додељен докторат из психологије (1894).

## Биографија

### Образовање и рани живот
Тиченерови родитељи, Алис Филд Хабин и Џон Тиченер, побегли су да се венчају 1866. године, а његова мајка се одрекла своје истакнуте породице Сасек. Његов отац радио је разне послове, као службеник или рачуновођа пре него што је умро од туберкулозе 1879. године. Породица, петоро преживеле деце (4 девојчице, 1 дечак), преселила се у то време најмање 10 пута. Када је имао 9 година, Тиченер је послан да живи са баком и дедом по оцу и две тетке. Његов деда по имењаку био је успешан адвокат и инвеститор, а такође и бивши градоначелник Чичестера. Осигурао је да је Тиченер прво био подучаван у приватном окружењу, а затим га је послао гимназији. Међутим, његова улагања су пропала 1881. године и умро је неколико месеци касније. У смањеним финансијским околностима, Тиченерово накнадно образовање финансирано је стипендијама, плаћеним запослењем и предузетничким активностима.
Тиченер је похађао школу Пребендал и колеџ Малверн, а затим је отишао у Оксфорд, где је био од 1885. до 1890. Дипломирао је са ретком „двоструко првом“ дипломом из класике 1889. Његова интересовања почела су да се мењају у биологију. На Оксфорду је Тиченер први пут почео да чита дела Вилхелма Вунта. Током свог боравка на Оксфорду, Тиченер је превео први том трећег издања Вунтове књиге Принципи физиолошке психологије са немачког на енглески језик. Провео је додатну годину на Оксфорду 1890. године, радећи са Џоном Скотом Бурдон-Сандерсоном, физиологом да би научио научну методологију. Титцхенер је отишао у Лајпциг у Немачкој да студира код Вунта у јесен 1890. Докторски програм завршио је 1892. године дисертацијом о бинокуларном виду. У лето 1892. вратио се у Оксфорд, где је Бурдон-Сандерсон предавао у Оксфордској летњој школи.
У јесен 1892. Тиченер се придружио Сејџ Филозофској школи на Универзитету Корнел као несуђени предавач који предаје филозофију и психологију. Развио је лабораторију за психологију, стекао уређивачке функције и 1895. стекао мандат, пуно професорско место и независност од мудрачке школе.  Своје погледе на Вунтове идеје предавао је својим студентима у облику структурализма.

## Лични живот
Тиченер се венчао 1894. године са Софи Бедло Келог, учитељицом у јавној школи из Мејна. Имали су четворо деце (3 девојчице, 1 дечак). Када је Тиченер добио посао на Корнелу, пружао је финансијску подршку мајци до краја живота. Она и његове сестре живеле су у тешким околностима након смрти његовог оца, док су његове сестре проводиле време у сиротишту, а затим ушле у домаћу службу.

## Главне идеје
На Тиченерове идеје о томе како је ум радио снажно је утицала Вунтова теорија волунтаризма и његове идеје о удруживању и аперцепцији (пасивна и активна комбинација елемената свести). Тиченер је покушао да класификује структуре ума на начин на који хемичар разлаже хемијске елементе на њихове саставне делове - на пример воду на водоник и кисеоник. Тако су за Тиченера, као што су водоник и кисеоник били структура, тако и сензације и мисли делови ума. Водоник и кисеоник је замишљао као структуре хемијског једињења, а сензације и мисли као структуре ума. Сензација је, према Тиченеру, имала четири различита својства: интензитет, квалитет, трајање и опсег. Сваки од њих односио се на неки одговарајући квалитет стимулуса, иако неки стимулуси нису били довољни да изазову њихов релевантан аспект сензације. Даље је разликовао одређене типове сензација: слушни осећај, на пример, поделио је на „тонове“ и „шумове“. Идеје и перцепције за које је сматрао да настају од сензација; „идејни тип“ односио се на тип сензације на којој се идеја заснивала, нпр. звук или визија, изговорени разговор или речи на страници.
Тиченер је веровао да ако се могу дефинисати основне компоненте ума и категорише да се може утврдити структура менталних процеса и вишег мишљења. Шта је сваки елемент ума, како ти елементи међусобно комуницирају и зашто међусобно комуницирају на начин који чине, била је основа образложења које је Тиченер користио у покушају да пронађе структуру ума.

## Интроспекција
Главни алат којим је Тиченер покушао да утврди различите компоненте свести била је интроспекција. За разлику од Вунтове методе интроспекције, Тиченер је имао врло строге смернице за извештавање о интроспективној анализи. Субјекту би се представио предмет, попут оловке. Затим би испитаник пријавио карактеристике те оловке (боја, дужина итд.). Субјекту би било наложено да не пријављује име предмета (оловка) јер то не описује сирове податке о томе шта је субјект проживљавао. Тиченер је ово назвао грешком стимулуса.
У „Експерименталној психологији: Приручник за лабораторијску праксу“ Тиченер је прецизно детаљно описао поступке својих интроспективних метода. Као што наслов сугерише, приручник је требао да обухвати сву експерименталну психологију упркос фокусу на интроспекцији. Тиченеру није могло бити ваљаних психолошких експеримената изван интроспекције, а он је отворио одељак „Упутства студентима“ са следећом дефиницијом: „Психолошки експеримент се састоји од интроспекције или низа интроспекција направљених под стандардним условима."
Овај Тиченеров приручник пружио је студентима детаљни преглед поступака за експерименте на оптичким илузијама, Веберовом закону, визуелном контрасту, остацима, слушним и мирисним сензацијама, перцепцији простора, идејама и асоцијацијама између идеја, као и правилне описе понашања током експеримената и општа дискусија о психолошким концептима. Тиченер је написао још један наставни приручник за студенте и још два за инструкторе на терену (Hothersall 2004, p. 142). Ниво детаља које је Тиченер ставио у ове приручнике одражавао је његову приврженост научном приступу психологији. Тврдио је да су сва мерења једноставно договорене „конвенције“  и поткрепљен веровањем да се и психолошки феномени могу систематски мерити и проучавати. Тиченер је ставио велику залиху у систематски рад Густава Фехнера, чија је психофизика напредовала у схватању да је заиста могуће мерити менталне појаве.
Већину експеримената требало је да изведу два обучена истраживача који раде заједно, један који функционише као „посматрач“ (О), а други као „експериментатор“ (Е). Експериментатор би поставио експеримент и снимио интроспекцију коју је направио његов партнер. Након првог извођења било ког експеримента, истраживачи су требали да замене улоге и понове експеримент. Тиченер је велики нагласак ставио на важност хармоније и комуникације између два чланства у овим партнерствима. Нарочито је била потребна комуникација, јер би болест или узнемиреност посматрача могла утицати на исход било ког датог експеримента. Структуралистичка метода је постепено нестајала услед појаве новијих приступа као што је интроспективни приступ.

## Пажња
Едвард Б. Тиченер формулисао је својих седам основних закона пажње. Закон број четири, закон претходног уласка, претпоставио је да „предмет пажње долази у свест брже од предмета којима не присуствујемо.“ Закон претходног уласка изазвао је велико интересовање током 20. века и уследила је велика расправа о истинитости овог закона. Тек недавно је истраживање створило снажне доказе да пажња делује на перцептивном нивоу. Студије понашања које гледају на брзину перцепције присутних стимулуса указују на то да важи закон претходног уласка. Недавне студије снимања мозга успеле су да потврде ове налазе показујући да пажња може убрзати перцепцијску активацију мозга.

## Живот и заоставштина
Тиченер је био харизматичан и моћан говорник. Међутим, иако је његова идеја о структурализму цветала док је био жив и залагао се за њу, структурализам није живео даље након његове смрти. Нека модерна размишљања о Тиченеру сматрају уски опсег његове психологије и строгу, ограничену методологију коју је сматрао прихватљивом као истакнуто објашњење пада Тиченеровог структурализма након његове смрти. Толико тога је било умотано у Тиченерове прецизне, пажљиве диктате да се без њега поље залело. Структурализам је, заједно са Вунтовим волунтаризмом, био ефикасно оспораван и унапређиван, иако је утицао на многе школе психологије данас.
Тиченер је био познат по томе што је донео неки део Вунтовог структурализма у Америку, али са неколико модификација. На пример, док је Вилхелм Вунт наглашавао однос између елемената свести, Тиченер се усредсредио на идентификовање самих основних елемената. У свом уџбенику "An Outline of Psychology" (1896) Тиченер је изнео списак од више од 44 000 елементарних квалитета свесног искуства.
Тиченер је такође упамћен по сковању енглеске речи „емпатија“ 1909. године као превод немачке речи „Einfühlungsvermögen“, новог феномена који је крајем 19. века истраживао углавном Теодор Липс. „Einfühlungsvermögen“ је касније преведен као „емпатија“, и још увек је на тај начин у употреби на немачком језику. Треба нагласити да је Тиченер израз „емпатија“ користио на личан начин, строго испреплетен са његовом методолошком употребом интроспекције, и да упути на најмање три различита феномена.
Тиченеров ефекат на историју психологије, како се предаје у учионицама, делимично је дело његовог ученика Едвина Боринга. Борингов експериментални рад био је у великој мери неупадљив, али његова књига Историја експерименталне психологије имала је широки утицај, као и његови прикази различитих психолога, укључујући његовог ментора Едварда Тиченера. Дужина у којој је Боринг детаљно дао Тиченерове доприносе - савременик Хуго Мунстерберг добио је приближно десетину толико пажње Боринга - данас покреће питања да ли је као резултат надуван утицај Тиченера на историју психологије или не. Боринг је забележио да је Тиченер надзирао 56 докторанда, укључујући 21 жену. Двоје других нису формално дипломирали због личних околности.
Професор Тиченер је добио почасне дипломе на Харварду, Кларку и Висконсину. Постао је члан Америчког психолошког удружења, превео је Кулпеове обрисе психологије и друга дела, постао амерички уредник Mind -а 1894. године и придружени уредник American Journal of Psychology  1895. године и написао неколико књига. 1904. основао је групу „The Experimentalists“, која и данас траје као „Друштво експерименталних психолога." Тиченеров мозак се налази у Wilder Brain Collection на Корнелу.